# Чжан, Мария
Мария Чжан (кит. трад. 張至儀, упр. 张至仪; род. 8 августа 1999, Краков) — польская актриса китайско-польского происхождения. Она появилась в роли Суюки в телесериале 2024 года «Аватар: Легенда об Аанге».

## Ранние годы
Чжан родилась в Польше в семье китайца и польки. Примерно в возрасте одного года, Чжан и её родители переехали в Пекин, где она и выросла. Лето она проводила со своей семьей в сельской Польше. Говорит на китайском, польском и английском языках.
Находясь в Польше, в возрасте двенадцати лет, Чжан и её сестра наткнулись на газетную вырезку о кастинге общественной театральной группы. Позже она переехала в Южную Калифорнию, чтобы поступить в местный университет. Оба родителя Чжан — художники.

## Карьера
Чжан снялась в короткометражном фильме 2021 года «Всё, что я когда-либо хотел». Фильм был официально отобран на Азиатско-Тихоокеанском кинофестивале в Лос-Анджелесе.
В декабре 2021 года Чжан получила роль Суюки в телесериале 2024 года «Аватар: Легенда об Аанге».

## Фильмография

### Фильмы
| Год  | Название                    | Роль      | Примечания                                      |
| ---- | --------------------------- | --------- | ----------------------------------------------- |
| 2018 | Континуум                   | Дайна Ху  | Короткометражный фильм, в титрах — Маруся Чжан. |
| 2019 | Дорогая мама                | Вивиан    | Короткометражный фильм                          |
| 2021 | Всё, что я когда-либо хотел | Дженнифер | Короткометражный фильм                          |

### Телевидение
| Год  | Название                 | Роль  | Примечания |
| ---- | ------------------------ | ----- | ---------- |
| 2024 | Аватар: Легенда об Аанге | Суюки |            |